# Рочдейл
Ро́чдейл (англ. Rochdale, английское произношение: [ˈrɒtʃdeɪl]) — город в Великобритании, в графстве Большой Манчестер. Административный центр одноимённого метрополитенского района (боро).
Расположен в предгорьях Пеннинских гор на реке Роч. Население 95796 чел. (2001).

## Интересные факты
- Актриса Анна Фрил родилась в Рочдейле в 1976 году
- Недалеко от Рочдейла родилась и проживает английская певица Лиза Стенсфилд .
- 28 февраля 2013 в Рочдейл из Манчестера пущена линия современной трамвайно-легкорельсовой системы Manchester Metrolink.
- В Москве в честь города Рочдейл названа улица — Рочдельская. Название дано не позднее 1926 года в память об английских ткачах из Рочдейла, которые в 1844 году положили начало рабочей потребительской кооперации.

## Города-побратимы
- Львов, Украина